# St. Andreas (Schwalldorf)
Die Pfarrkirche St. Andreas in Schwalldorf, heute ein Stadtteil von Rottenburg am Neckar im Landkreis Tübingen, ist ein Barockbauwerk von 1733.

## Geschichte

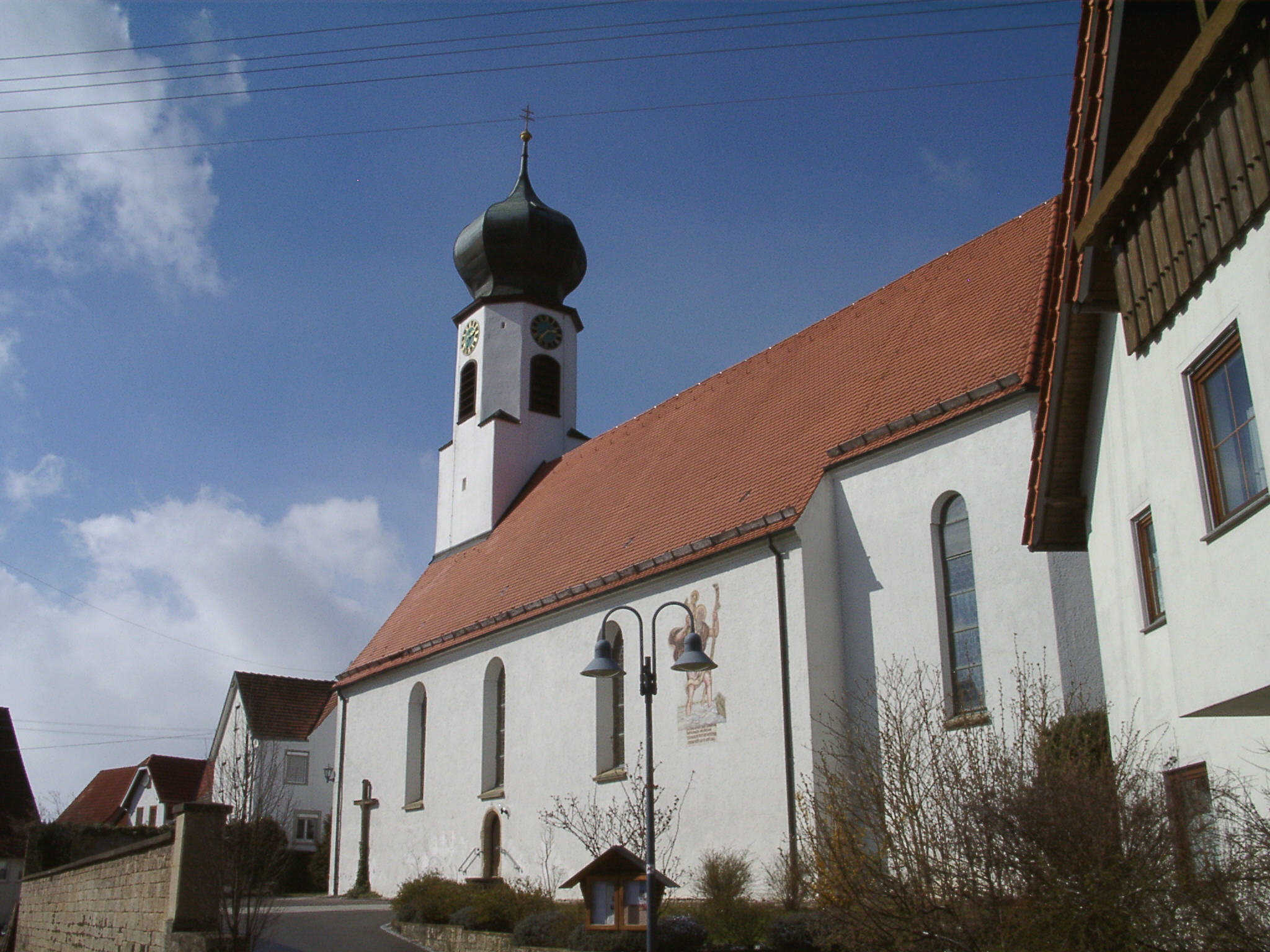
St. Andreas in Schwalldorf

In Schwalldorf wurde 1353 erstmals eine Kapelle urkundlich benannt. Diese war laut einer Urkunde aus dem Jahr 1437 dem Heiligen Andreas geweiht. Die Kapelle war Filialkirche der Pfarrei Dettingen und gehörte mit dieser zur Johanniterkomturei Hemmendorf.
Als man 1507 die Pfarrei errichtete, wurde die Kapelle zur Pfarrkirche erhoben. Durch die steigende Einwohnerzahl wurde diese Kirche zu klein. Deshalb wurde ein Neubau der Kirche beantragt. Dies wurde im Frühjahr 1732 vom Bischof von Konstanz genehmigt. Der Bau der Kirche wurde 1733 abgeschlossen.
Durch die Größe des Bistums Konstanz wurde vorab nur eine Notweihe durch den Dekan vorgenommen. Erst 1747 konnte die Kirche durch den Konstanzer Weihbischof Franz Graf von Fugger dem Heiligen Andreas geweiht werden. Nebenpatronin der Kirche wurde die Heilige Ursula. Der Weihbischof weihte ferner den rechten Nebenaltar den Heiligen St. Nepomuk, St. Katharina und St. Barbara. Außerdem wurden zwei Glocken aus der früheren Kirche geweiht. Eine der Glocken wurde 1627 durch Hans Wiesenhauer in Esslingen gegossen.
Der Kirchturm musste 1803 fast komplett erneuert werden. 1883 wurde das Kircheninnere durch den Rottenburger Maler Clemens Schraivogel für 1500 RM neu ausgemalt. 1894 fand eine Neufassung der Chorwände statt. Auf der Evangelienseite brachte man eine Blechwand an, um zu verhindern, dass Feuchtigkeit eindringen konnte. Außerdem fasste der Rottenburger Maler August Schrayvogel Altäre und Kanzel neu. 1930 wurde der Turm erneut renoviert. Es wurde ein neues Turmkreuz aufgesetzt. Eine Deckung aus kupferfarbig angestrichenem Blech ersetzte die alten Ziegel.
Im Jahr 1936 fand eine Vergrößerung der Kirche statt. Einige Wochen vor dem Beginn der Bauarbeiten hat man östlich der Kirche zwei Gebäude abgerissen, um den nötigen Platz zu schaffen. Die letzte Messe wurde am 16. August des Jahres zelebriert. Danach wurde der Chor abgerissen. Das Langhaus wurde um zwölfeinhalb Meter nach Osten verlängert. Daran wurde der neue Chor angeschlossen der in der Optik mit dem alten Chor von 1733 identisch ist. Am 21. September wurde der Dachstuhl über dem Chor und der Verlängerung errichtet. 
Der Innenausbau wurde im Sommer 1937 vollendet. Die Kosten der Erweiterung beliefen sich auf 22000 Mark.
Am Bau waren viele Handwerker aus Schwalldorf beteiligt. Die Pläne für den Umbau entwarf der Architekt Hans Lütkemeier aus Rottenburg. Der Rottenburger Gipsermeister Alfred Bitzenberger sen. und seine Gesellen verrichteten die Stuckarbeiten im Stil von 1733. Der ebenfalls aus Rottenburg stammende Kunst- und Kirchenmaler Johannes Wohlfahrt malte die Deckenbilder. Die Wangen der Kirchenbänke wurden vom damaligen Pfarrer Franz Egger geschnitzt und sind heute noch erhalten. Am 15. Juli 1937 wurde die Kirche durch Bischof Sproll eingeweiht.
Im Herbst 1945 wurden die Schäden am Turm behoben, die durch den französischen Artilleriebeschuss am 19. und 20. April entstanden waren. Die Zwiebel zählte 150 Einschüsse. 1958 erfolgte eine Neueindeckung mit echtem Kupferblech. Eine umfangreiche Renovierung erlebte die Kirche 1963/64. Im Jahr 1965 wurde der Hochaltar der Liturgiereform angepasst. Die Altarweihe nahm Bischof Leiprecht am 20. Januar 1966 vor.
Aufgrund eindringender Feuchtigkeit mussten Turm und Kirchendach 1985 grundlegend erneuert werden. Das Fachwerk des Turmes war morsch und musste vollständig ausgetauscht werden. Im Inneren als auch Äußeren wurden Maßnahmen zur Entfeuchtung ergriffen. Zur Entfeuchtung des Mauerwerks brachte man eine Drainage um die Kirche an. 1990 und 91, also bereits fünf Jahre danach, mussten die Fundamente nochmals trockengelegt werden. Bei dieser Maßnahme erhielt die Kirche neue Bänke. Man achtete jedoch darauf, dass die von Pfarrer Franz Egger geschnitzten Wangen erhalten wurden.

### Glocken
Die drei Glocken aus der alten Schwalldorfer Kirche wurden beim Neubau 1733 wiedereingesetzt. Die größte und älteste der Glocken wurde 1627 durch Hans Wiesenhauer in Esslingen gegossen. Sie war die letzte noch bestehende Glocke des Meisters und trug die Inschrift „Anno 1627 goß mich durch Feuer Hans Wüstenhauer in Eßlingen“. Die mittlere Glocke wurde 1682 gegossen und hatte die Inschrift „A fulgure, grandine et tempestate libera nos Domine Jesu Christe. 1682“ (Von Blitz, Hagel und Unwetter befreie uns der Herr Jesus Christus. 1682). Die Herkunft der mittleren Glocke ist nicht bekannt. Es wird aber angenommen, dass sie aus der Rottenburger Gießhütte der Lothringer Familie Rosier stammen könnte. Auf der kleinsten Glocke war weder Gussjahr noch Inschrift vorhanden.
Vor Ende des Ersten Weltkriegs mussten die mittlere und die kleine Glocke am 30. August 1918 abgeliefert werden. Die große Glocke von 1627 durfte die Gemeinde behalten. Die Glocken kamen aber am 19. Dezember 1918 wieder zurück. Durch Bürgermeister Lukas Jungel wurden 1930 drei neue Glocken angeschafft. Die neuen Glocken stammten von der Stuttgarter Firma Kurz. Die alten Glocken von 1627 und 1648 wurden an Bischof Sproll verkauft und gelangten durch ihn nach Sindelfingen. Die dritte Glocke ging an die Firma Kurz über und wurde eingeschmolzen.
Die drei neuen Glocken wurden am 24. August 1930 durch Pater Apolinaris vom Weggental geweiht. Sie hatten die Tonhöhen H, D und E. Die zwei großen Glocken mussten jedoch im Zweiten Weltkrieg ausgeliefert werden und wurden eingeschmolzen. Die kleinste Glocke wurde 1952 für 900 DM an den Nachbarort Frommenhausen verkauft. Darauf wurde ein neues vierstimmiges Geläut (a, c, d, f) der Firma Junker in Brilon angeschafft. Für die neuen vier Glocken war ein neuer Glockenstuhl aus Stahl angefertigt worden. Außerdem konnte von nun an elektrisch geläutet werden.
Doch bereits 1959 mussten nochmals neue Glocken angeschafft werden, da die Glocken von Junker die Abnahmeprüfung nicht bestanden hatten. Trotz dass diese schon sieben Jahre im Dienst waren. So wurden 1959 die Glocken bei der Firma Gebhard in Kempten zum Materialwert in Zahlung gegeben und für 6700 DM vier neue Glocken angeschafft, die bis heute nicht ausgetauscht werden mussten.
Die größte der vier Glocken hat ein Gewicht von 424 kg und trägt die Inschrift „Christkönig gib Frieden, hienieden und drüben.“ Auf der zweitgrößten Glocke mit 248 kg liest man „Zu unseren lieben Frauen Ehr, zu läuten stets ist mein Begehr“. Die dritte Glocke wiegt 176 kg; auf ihr steht: „Andreas unser Schutzpatron, für Schwalldorf bitt an Gottes Thron.“ Die kleinste der vier Glocken ist die Totenglocke mit 103 kg Gewicht. Sie trägt die Inschrift: „Was du säst in dieser Zeit, bringt dir ein die Ewigkeit.“

## Kirchenbau
Die barocke Dorfkirche von 1733 ist ein Saalbau mit Satteldach und flacher Decke im Innenraum. Im Osten schließt ein polygonaler Chor an. Das Langhaus hat je drei Fenster auf der Süd- und Nordseite. Der Chorraum hat vier Fenster. Auf der Westseite erhebt sich der 31 m hohe Turm mit Zwiebelhaube. Er steht auf quadratischem Sockel und geht über dem Dachfirst ins Achteck über. Am achteckigen Teil des Turms findet sich für jede Himmelsrichtung ein Zifferblatt und eine Schallöffnung. Die Zwiebel wurde 1958 aus echtem Kupferblech gefertigt.
An der südlichen Fassade befindet sich ein Bild des Heiligen Christophorus der das Jesuskind auf seinen Schultern über einen Fluss trägt. Unterhalb des Bildes steht geschrieben: "Sankt Christoph trägt den Herrn der Welt, auch du trag ihn dein Leben lang, und wenn die Welt dich dafür schlägt, verzage nicht und sei nicht bang."